# Ke Zhi-zhang
Dans ce nom chinois, le nom de famille, Ke, précède le nom personnel Zhi-zhang.
Pour les articles homonymes, voir Ke.

b Matchs officiels uniquement.
Ke Zhi-zhang (en chinois traditionnel : 柯子彰 ; pinyin : Kē zi zhāng), plus connu au Japon en tant que Ka Shiso (かししょう, Ka shishō), né le 22 octobre 1910 à Taihoku et mort en avril 2001, est un joueur de rugby à XV, de nationalité japonaise puis taïwanaise, qui évolue au poste de centre droit. Particulièrement populaire dans l'histoire du rugby japonais, il est aussi considéré comme le pionnier du rugby taïwanais.

## Biographie

### Jeunesse
Ke Zhi-zhang est né le 22 octobre 1910 sur l'île de Taïwan, alors territoire japonais, dans le quartier Daqiaotou de la ville de Taihoku, de parents de confession chrétienne,.
La famille déménage en 1917 en Chine, à Fuzhou, dans le cadre des affaires professionnelles paternelles ; Ke Zhi-zhang est alors scolarisé à l'école publique Fuzhou Dongying, historiquement fondée par les Japonais.

### Cursus universitaire et carrière sportive au Japon
Une fois son cursus élémentaire achevé, il part pour le collège chrétien de Dōshisha de Kyoto en 1923
Son profil robuste et sa taille de 1,76 m, dans les standards athlétiques, lui permettent d'être remarqué par l'équipe scolaire de rugby qu'il intègre dès sa deuxième année. En quatre années, il remporte les trois éditions du tournoi national lycéen. En cinquième année, il continue de pratiquer le rugby alors qu'il intègre les classes universitaires de Dōshisha,.
Diplômé en mars 1929, Ke Zhi-zhang, souhaitant rejoindre la capitale Tokyo, intègre la faculté de commerce de l'université Waseda. Sa renommée sportive lui permet d'entrer immédiatement dans l'effectif de l'équipe universitaire de rugby au poste de centre droit.
En deuxième année, Ke Zhi-zhang est sélectionné pour intégrer le groupe de l'équipe nationale du Japon pour une tournée au Canada, ; il est alors à 20 ans le deuxième joueur le plus jeune. Contre les pronostics, les Japonais assurent un bilan de six victoires et un nul pour sept rencontres ; Ke Zhi-zhang obtient sa première cape internationale officielle le 24 septembre 1930 à Vancouver contre la sélection provinciale des Bears de Colombie-Britannique.
Ke Zhi-zhang devient par la suite un titulaire indiscutable de l'équipe universitaire de Waseda, héritant du brassard de capitaine. Il contribue aux victoires contre l'université rivale Meiji, et remporte le championnat universitaire,.
En 1934, dans le cadre de la tournée de la sélection « universitaire australienne » au Japon, il est nommé capitaine de l'équipe nationale ; les deux équipes se quittent avec un bilan équilibré d'une victoire chacun,.
Au pic de sa carrière, Ke Zhi-zhang jouissait d'une grande popularité parmi les joueurs de rugby de son époque, surpassant même les joueurs japonais natifs. Lors de ses prises de balle en match, le public l'acclame au son de la prononciation japonaise de son nom de famille « 柯 (Ka) ». Il fait étalage sur le terrain d'un style de jeu rapide, perturbant la défense adverse avec ses passes et ses attaques rapides et exploitant les moindres failles de la ligne défensive. En tant que capitaine, il rythme le jeu et donne des instructions à ses coéquipiers,. Outre les sélections non-officielles non comptabilisées en tant que cape internationale, Ke Zhi-zhang est crédité de quatre capes officielles. En 1933 et 1934, il est élu par les médias japonais parmi les personnalités les plus importantes du pays.

### Reconversion professionnelle et retour à Taïwan
Après avoir obtenu son diplôme de l'université Waseda, il travaille pour la Société des chemins de fer de Mandchourie du Sud sur le continent, fondant au passage des clubs de rugby corporatifs ferroviaires à Jilin, Shenyang, et en Mandchourie.
Après la fin de la Seconde Guerre mondiale, alors que la république de Chine a repris le contrôle de l'île de Taïwan, il regagne cette dernière en 1946, travaillant pour l'Administration des chemins de fer de Taïwan (en). Alors qu'à cette époque, seules deux équipes de rugby existaient à Taïwan, il entreprend la formation d'un club corporatif ferroviaire avec sa société, de la même manière qu'il le faisait avec la société de Mandchourie. Avec la collaboration de son employeur ferroviaire et l'aide de la Fédération japonaise, il participe ensuite à la création de la Fédération de république de Chine de rugby en tant qu'entité nationale destinée à régir le rugby national. Plusieurs rencontres non-officielles d'exhibition sont organisées contre des équipes japonaises, sud-coréennes et thaïlandaises afin d'accompagner le développement du sport sur l'île.
Ke Zhi-zhang meurt en avril 2001,. Il est enterré à Taïwan dans un cimetière du district de Tamsui.

### Héritage
Après sa mort, des médias taïwanais lui consacrent un documentaire intitulé en chinois traditionnel : 永遠的13號 ; litt. « numéro 13 pour toujours », en référence à son poste sur le terrain,. Les médias japonais le qualifient quant à eux de « légende du rugby asiatique et génie du rugby ». Dans le cadre des célébrations des 75 ans de la Fédération japonaise, cette dernière élit Ke Zhi-zhang en tant que centre droit de son « XV de légende ».
Il est par ailleurs considéré comme pionnier du rugby taïwanais,,.
En 2003, lors de sa visite à Taïwan, l'ancien Premier ministre japonais Yoshirō Mori, par ailleurs futur président de la Fédération japonaise de rugby, se rend sur la tombe de Ke Zhi-zhang lui rendre hommage : son père Shigeki Mori (en) était en effet coéquipier et ami de Ke Zhi-zhang à Waseda, et Yoshirō ayant connu ce dernier dès sa propre jeunesse.